# .22 Long
Ne doit pas être confondu avec .22 Long Rifle.
Le .22 Long est une variété de calibre .22 (5,6 mm) à percussion annulaire. Le .22 Long est la deuxième plus ancienne des cartouches à percussion annulaire, datant de 1871. À l'origine elle était chargée avec une balle de 1,9 g et 0,32 g de poudre noire, soit 25 % de plus que le .22 Court sur lequel elle était basée. Elle a été conçue pour être utilisée dans des revolvers, mais a rapidement été chambrée dans des fusils également, dans lesquels elle a acquis une solide réputation en tant que cartouche pour le petit gibier, et s'est très bien vendue.
En 1887, l'étui du .22 Long a été combiné avec la balle plus lourde de 2,4 g du .22 Extra Long de 1880 pour produire le .22 Long Rifle qui a une longueur totale plus importante, une énergie initiale plus élevée et des performances supérieures en tant que balle de chasse et de cible, rendant ainsi le .22 Long et le .22 Extra Long obsolètes. De nombreuses armes à feu conçues pour la cartouche .22 Long Rifle peuvent chambrer et tirer la balle plus courte, bien que la .22 Long ne génère pas suffisamment d'énergie pour faire fonctionner les armes à feu semi-automatiques. Le seul dérivé encore utilisé du .22 Long est le .22 CB Long, une version à étui long du .22 CB,,,,.
Alors que le chargement originel du .22 Long utilisait la même charge de poudre que le .22 Long Rifle, la balle du .22 Long était nettement plus légère, et cette combinaison n'a pas permis d'obtenir des vitesses plus élevées pour le .22 Long lorsqu'il est tiré à partir d'une carabine. Le rapport important entre le volume du canon et le volume de la chambre d'une carabine .22 Rimfire signifie que les gaz de la poudre se sont développés au maximum avant que la balle n'atteigne la bouche d'un canon de carabine de longueur normale, et la balle légère .22 Long a moins d'inertie que la .22 Long Rifle. Cela signifie que la balle de .22 Long Rifle ralentit considérablement avant de sortir du canon. Pour les agriculteurs, ou pour ceux qui ne chassaient que le petit gibier comme l'écureuil ou le lapin, les différences de performances entre les cartouches .22 Long et .22 Long Rifle n'avaient que peu d'importance. Le rapport plus silencieux et la pénétration plus faible de la cartouche .22 Long étaient souvent considérés comme des qualités souhaitables.
Étant donné que le .22 Long Rifle fonctionne aussi bien dans un canon court d'arme de poing que le .22 Long et qu'il le surpasse considérablement dans un canon de fusil long, le développement du .22 Long Rifle a rendu le .22 Long obsolète.
Des variantes du .22 Long sont encore utilisées aujourd'hui. Les chargements Hyper-velocity modernes du .22 Long Rifle utilisent des balles aussi légères (1,9 g), et des mélanges modernes de poudre pour utiliser pleinement le canon d'une carabine afin de générer des vitesses bien plus élevées que les chargements normaux, et des pressions de chambre suffisamment élevées pour faire fonctionner les armes à feu semi-automatiques de manière fiable. Le plus connu d'entre eux est le CCI Stinger, qui va jusqu'à allonger légèrement la longueur de l'étui, de sorte qu'avec la balle courte et légère, la longueur totale reste dans les limites de la longueur totale maximale pour le .22 Long Rifle.
Le .22 Long est toujours produit car il a survécu au passage aux poudres sans fumée. CCI charge actuellement un .22 Long à haute vélocité (370 m/s et 128 J).